# Державний кордон Анголи

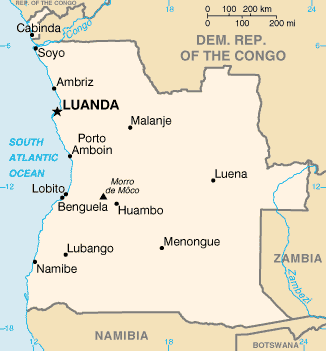
Карта Анголи

Державний кордон Анголи — державний кордон, лінія на поверхні Землі та вертикальна поверхня, що проходить по цій лінії, що визначають межі державного суверенітету Анголи над власними територією, водами, природними ресурсами в них і повітряним простором над ними. 

## Сухопутний кордон
Загальна довжина державного кордону — 5369 км. Ангола межує з 4 державами. На території країни анклавів не існує. Держава має ексклав Кабінда на північному заході, за гирлом річки Конго, відділена територією Демократичної Республіки Конго.
Ділянки державного кордону
| Держава          | Ділянка        | Довжина (км) | Прикордонні регіони | Примітки |
| ---------------- | -------------- | ------------ | ------------------- | -------- |
| ДР Конго         | північ         | 2646         |                     |          |
| Намібія          | південь        | 1427         |                     |          |
| Замбія           | південний схід | 1065         |                     |          |
| Республіка Конго | Кабінда        | 231          |                     |          |

## Морські кордони
Ангола на заході омивається водами Атлантичного океану. Загальна довжина морського узбережжя 1600 км. Згідно з Конвенцією Організації Об'єднаних Націй з морського права (UNCLOS) 1982 року, протяжність територіальних вод країни встановлено в 12 морських миль (22,2 км). Прилегла зона, що примикає до територіальних вод, в якій держава може здійснювати контроль, необхідний для запобігання порушень митних, фіскальних, імміграційних або санітарних законів, простягається на 24 морські милі (44,4 км) від узбережжя (стаття 33). Виключна економічна зона встановлена на відстань 200 морських миль (370,4 км) від узбережжя.